# Nombre de las eras chinas
El nombre de era chino es el título tradicional que designa al año de reinado, período de reinado o reinado de los emperadores chinos, el mismo establece el sistema de numeración de los años. A veces es la designación dada al emperador. Algunos emperadores poseen varios nombres, uno después de otro, donde cada comienzo de una nueva era hace que recomience de uno o yuán (元) la numeración de los años. La numeración de los años aumenta en uno cada primer día del calendario chino. El nombre de era representaba un lema o eslogan elegido por el emperador.

## Historia
Se cree que el emperador Wu de Han fue el primer emperador en declarar el nombre de una era; él fue el primero en usar el nombre de una era en cada año de su reinado. Su abuelo y su padre también emplearon nombres de la época, aunque no en forma continua. El emperador Wu cambió los títulos del período cada cinco años más o menos, pasando por un total de once lemas durante su reinado desde el 140 a. C. hasta el 87 a. C.
Cada nombre de era tiene un significado literal. Por ejemplo, el nombre de la primera era del Emperador Wu fue Jianyuan (建元, jiànyuán), que literalmente significa "establecer el Origen". Los nombres de la época también reflejaban las características de los contextos políticos y de otro tipo en ese momento. Jianzhongjingguo (建中 靖 靖 jiàn zhōng jing guó), el primer nombre de época del emperador Huizong de Song de China, significa "establecer un país moderado y pacífico", reflejando su idea de moderar la rivalidad entre los partidos conservadores y progresistas en la reforma política y social. El nombre de la primera era de los Qing fue significativo porque significa "[los Manchus poseen] el Mandato del Cielo". Las frases populares podían repetirse, como en las numerosas eras Taiping (literalmente, "Era de la gran paz").
En los textos de la historia tradicional china al proceso de declaración del nombre de la era se lo designa jianyuan. Declarar un nuevo nombre de era para reemplazar a uno viejo durante el reinado de un emperador era denominado gaiyuan (改元 gǎi yuán), que literalmente significa "cambiar el Origen".
Para nombrar un año usando el nombre de una era solo se requieren contar los años transcurridos desde el primer año de la era. Por ejemplo, 138 a. C. fue el tercer año de Jianyuan (建元), ya que 140 a. C. fue el primer año. Cuando más de un monarca usaba el mismo lema, se debe mencionar el nombre del monarca o dinastía específica. Por ejemplo, tanto el emperador Wu como Jin Kangdi eligieron a Jianyuan como su lema. Por lo tanto, el año 344 d. C. fue el segundo año de Jianyuan de la dinastía Jin (o de Jin Kangdi) mientras que 139 aC fue el segundo año de Jianyuan de la dinastía Han (o del emperador Wu). En la literatura tradicional, uno puede encontrar referencias tales como "el primer mes del decimotercer año de Jianyuan" (建元 十 三年 元月).
Casi todos los nombres de era tienen exactamente dos caracteres. Excepciones notables son la Dinastía Xia Occidental no Han (1032-1227). De los 33 nombres de era Xia occidental, siete tienen más de tres caracteres. Por ejemplo:
- Tiancilishengguoqing (盛國慶 禮 ā tiān cìlǐ shèng guó qìng) (1070) "Riqueza ritual conferida por el cielo, celebrada a nivel nacional"
- Tianshoulifayanzuo (延祚 禮 ā ā tiān shòu lǐ fǎ yán zuò) (1038) "Ritos y leyes instruidos por el cielo, perpetuamente bendecidos"